# Palacio de justicia del condado de Audubon
El Palacio de Justicia del condado de Audubon está ubicado en la sede del condado de Audubon, Iowa, Estados Unidos. Fue incluido en el Registro Nacional de Lugares Históricos en 2003 como parte de la Presentación de Propiedades Múltiples de los Palacios de Justicia del Condado de Iowa de la Era PWA. El palacio de justicia es el tercer edificio que el condado ha utilizado para funciones judiciales y administrativas del condado.

## Historia
Después de que se estableció el condado en 1851, los tribunales se celebraban en una escuela en Hamlin's Grove. Diez años más tarde, la capital del condado se trasladó a Exira y se produjo una disputa sobre dónde debería ubicarse la capital del condado. La junta de supervisores hizo una asignación para un nuevo palacio de justicia en 1871, pero se retrasó debido al desacuerdo. Las sesiones judiciales continuaron en la escuela, mientras que las oficinas del condado estaban alojadas en un edificio de una sola planta que el condado compró al juez del condado. Exira finalmente ganó y los funcionarios construyeron un tribunal por unos 2.200 dólares. La sede del condado se trasladó nuevamente en 1879 a Audubon. En 1884, el condado obtuvo 7.000 dólares para construir un nuevo palacio de justicia. Los 100 por 44 pies (30,5 por 13,4 m) El edificio de ladrillo presentaba una torre central. Fue demolido en 1939 para dar paso a la estructura actual.En julio de 1938, un grupo de ciudadanos alentó a la junta de supervisores del condado a solicitar fondos a la Administración de Obras Públicas (PWA) para construir un nuevo palacio de justicia. La subvención fue aprobada en agosto del mismo año y los votantes aprobaron un referéndum el mes siguiente. El estudio de arquitectura Keffer & Jones de Des Moines diseñó el nuevo edificio. Las ofertas de construcción fueron muy inferiores a las estimaciones, por lo que los bonos se vendieron a una tasa de interés más baja. La subvención de PWA se modificó para incluir una nueva cárcel en el edificio. Un veterano de la Guerra Civil de 96 años dio la primera palada de tierra para iniciar la construcción. JC Mayer, de Clarion, Iowa, recibió el contrato para construir el edificio en diciembre de 1938, y se completó con un costo final de $133,000. La sala del tribunal se utilizó por primera vez el 15 de febrero de 1940, y poco tiempo después se abrieron en el edificio las oficinas del condado. La ceremonia de dedicación se llevó a cabo el 11 de junio de 1940 y la celebración incluyó un desfile, partidos de béisbol y un desfile histórico del condado. El Dr. Thomas Niven, de la Primera Iglesia Presbiteriana de Omaha, Nebraska, pronunció el discurso inaugural.

## Arquitectura
El estilo arquitectónico del edificio se conoce como Depression Modern o PWA Moderne. El edificio presenta una fachada simétrica con una sección central de dos pisos que está flanqueada por dos secciones inferiores. Está construida sobre un sótano elevado. El exterior está compuesto de ladrillo de color beige y molduras de piedra caliza de Bedford. En el interior, los pasillos centrales se extienden a lo largo del edificio. Se construyeron bóvedas en las esquinas de la estructura y las oficinas del condado se abrieron hacia el corredor. El interior cuenta con suelos de terrazo multicolor, revestimiento de mármol y baldosas acústicas. Originalmente, la sala del tribunal estaba decorada en tonos de madera oscura y ornamentación Art Decó .